# بطنج
البطنج  أو السُنْبُليَّة أو القَرْطوم أو الستاكس أو السَّطَاقِس أو السَّطاخيس أو الشطراء أو بطونيقا (باللاتينية: Stachys) جنس نباتي يتبع الفصيلة الشفوية. يضم ما بين 300 و450 نوعًا عشرات منها واطنة في الوطن العربي وكثير منها متوطنة في أنحائه (لا توجد في أماكن أخرى). وهي عشبة ثمينة ونادرة.

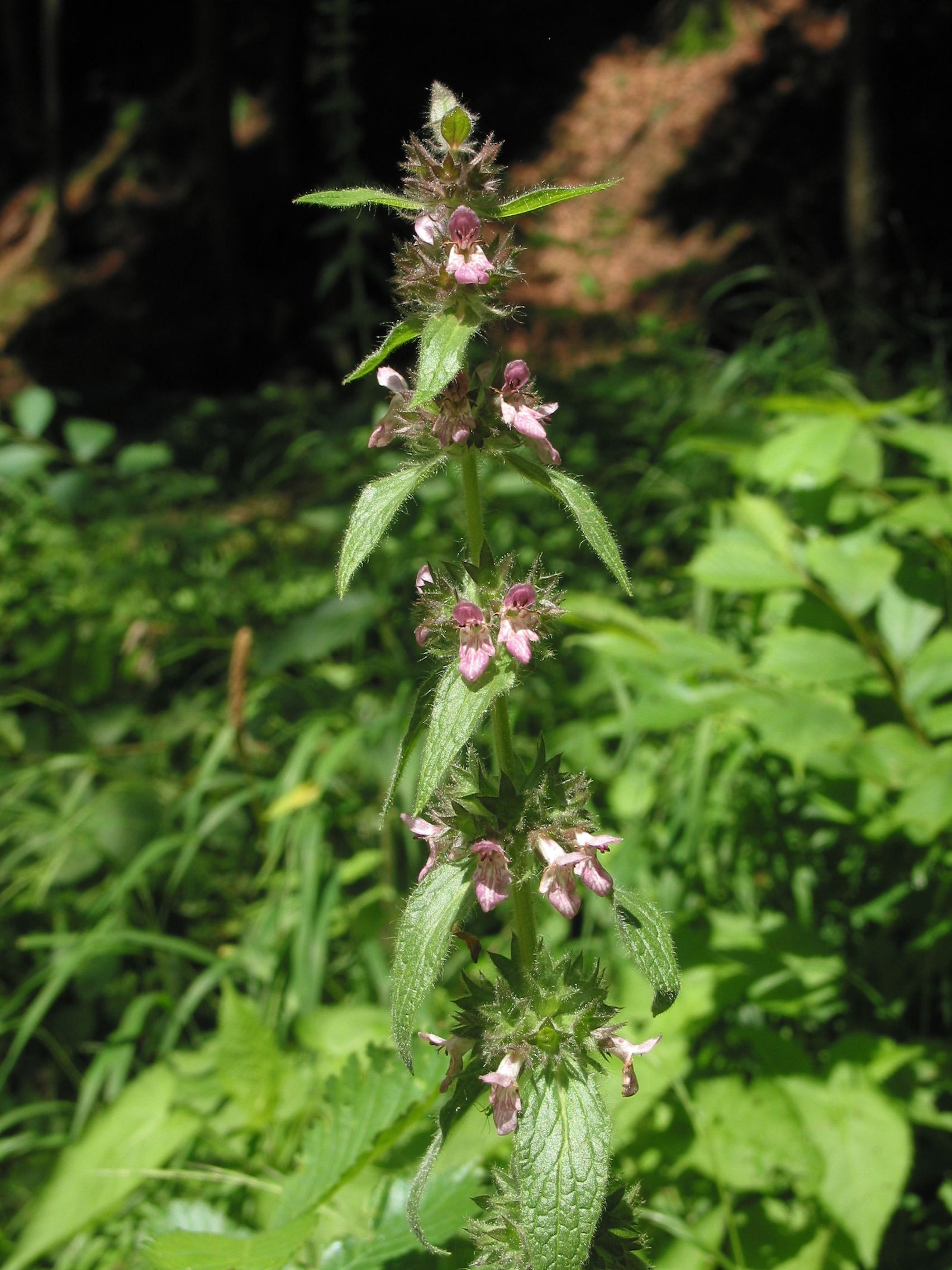
البطنج الألبي

## المسميات والاستعمالات
يسمى البنطج «الشطراء» لعلاجه الجروح القطعية و«بطونيقا» اشتقاقاً من اسمه بالإنجليزية: Betony) نبات خضري يسمى لدى البعض بنعناع الماء حيث يكثر على أطراف الأنهار والسواقي. يخلط البعض بينه وبين النعناع البري الذي يسمى في العراق بطنج أيضا. والنعناع البري ذو طعم مميز مختلف عن طعم النعناع يؤكل طازجا أو يابسا ومطحونا حيث يضاف إلى الباقلاء المسلوقة أو تشريب الباقلاء (فته الباقلاء) المشهورة كوجبة فطور لذيذة ورخيصة في العراق، كذلك يضاف إلى المخلل فيضفي عليه نكهة مميزة.

## الفوائد الطبية للنبتة
يمكن أن تقطر هذه النبتة أو تدهن هذه النبتة على جسمك، لأنها تحافظ على سلامة الكبد، كما أنها توقف النزيف عند الإنسان وتخفف من آلام الجسم. استخدم البطنج منذ زمن طويل، للاعتقاد بأنها تقي من الشيخوخة، وتستخدم كمرطب للشعر، وهذه النبتة ما زالت تستخدم إلى يومنا هذا.[بحاجة لمصدر] 

## مناطق النمو
تنموا هذه النبتة في المناطق الجبلية، وهي تكون دائما قرب الأماكن المائية لكن تنبت أسرع، ويوجد الكثير منها في الأماكن المرتفعة.

## متى تنبت
تنبت هذه النبتة فقط في الصيف، في منتصفه على وجه التحديد، لأن هذه النبتة تحتاج إلى شمس ساطعة لكي تنمو بشكل صحيح.

## البطنج في الأمثال
- مثل الحية والبطنج. من الأمثال العراقية الشعبية التي تدل على الفرقة وعدم الالتقاء.

## من أنواع البطنج الواطنة فيالوطن العربي
- بطنج إهرنبرغ (باللاتينية: Stachys ehrenbergii) في بلاد الشام وتركيا
- البطنج الأيبيري (باللاتينية: Stachys iberica) في بلاد الشام
- البطنج البري (باللاتينية: Stachys arvensis) في بلاد الشام والمغرب العربي وأوروبا
- البطنج البحري (باللاتينية: Stachys maritima) في المغرب العربي وشمال حوض البرح المتوسط والقوقاز
- البطنج الثلجي (باللاتينية: Stachys nivea) في بلاد الشام
- البطنج الجرماني (باللاتينية: Stachys germanica) في المغرب العربي وأوروبا
- البطنج الحولي نويع الحولي (باللاتينية: Stachys annua (L.) L. subsp. annua) في بلاد الشام وأوروبا
- البطنج الحولي نويع الثابت (باللاتينية: Stachys annua subsp. ammophila) في بلاد الشام
- البطنج الخبزي (باللاتينية: Stachys paneiana) في بلاد الشام وتركيا
- البطنج الدبق (باللاتينية: Stachys viscosa)
- البطنج الدريعي (باللاتينية: Stachys duriaei) في المغرب العربي
- البطنج الرملي (باللاتينية: Stachys arenaria) في المغرب العربي وإيطاليا
- البطنج الزوهاري (باللاتينية: Stachys zoharyana)
- البطنج الشائك (باللاتينية: Stachys spinosa)
- البطنج الشاره للماء (باللاتينية: Stachys hydrophila) في بلاد الشام والمغرب العربي
- البطنج الصخري (باللاتينية: Stachys rupestris) في بلاد الشام وتركيا
- البطنج الصنوبري (باللاتينية: Stachys pinetorum) في بلاد الشام وتركيا
- البطنج طويل الأشواك (باللاتينية: Stachys longispicata) في بلاد الشام وتركيا
- البطنج الظلامي (باللاتينية: Stachys obscura) في بلاد الشام وتركيا
- البطنج العربي (باللاتينية: Stachys arabica) في بلاد الشام وتركيا
- البطنج الغدي (باللاتينية: Stachys glandulifera) في بلاد الشام
- البطنج الغويوني (باللاتينية: Stachys guyoniana ) في المغرب العربي
- البطنج الفارسي (باللاتينية: Stachys persica) في القوقاز
- البطنج الفراسيوني (باللاتينية: Stachys marrubiifolia) في المغرب العربي وإيطاليا
- البطنج الفلسطيني (باللاتينية: Stachys palaestina) في بلاد الشام
- البطنج القزم (باللاتينية: Stachys pumila) في بلاد الشام وتركيا
- البطنج قصير الأغصان (باللاتينية: Stachys diversifolia) في المغرب العربي وإسبانيا وفرنسا
- البطنج الكرمي (باللاتينية: Stachys viticina) في بلاد الشام وتركيا
- البطنج الكريتي (باللاتينية: Stachys cretica) في بلاد الشام وتركيا
- البطنج اللبناني (باللاتينية: Stachys libanotica) في بلاد الشام وتركيا
- البطنج المارديني (باللاتينية: Stachys mardinensis) في الأقاليم السورية الشمالية (ضمن تركيا حاليا)
- البطنج المخزني (باللاتينية: Stachys officinalis) في المغرب العربي وأوروبا وتركيا والقوقاز
- البطنج المصري (باللاتينية: Stachys aegyptiaca) في مصر وبلاد الشام
- البطنج متباين الأوراق (باللاتينية: Stachys diversifolia) في بلاد الشام وتركيا
- البطنج متعرق الكأسيات (باللاتينية: Stachys neurocalycina) في بلاد الشام
- البطنج المرعشي (باللاتينية: Stachys marashica) في الأقاليم السورية الشمالية (ضمن تركيا حاليا)
- البطنج النائي (باللاتينية: Stachys distans) في بلاد الشام وتركيا
- البطنج الندغي (باللاتينية: Stachys saturejoides) في بلاد الشام
- البطنج الوردي (باللاتينية: Stachys rosea) في المغرب العربي
- البطنج اليمني (باللاتينية: Stachys yemenensis) في اليمن

## من أنواعه الأخرى
- البطنج الأبخازي (باللاتينية: Stachys abchasica)
- البطنج الألبي (باللاتينية: Stachys alpina)
- البطنج الأنطالي (باللاتينية: Stachys antalyensis)
- البطنج البيزنطي (باللاتينية: Stachys byzantia) في تركيا والقوقاز
- البطنج الجذاب (باللاتينية: Stachys spectabilis)
- البطنج الحرجي (باللاتينية: Stachys sylvatica) في تركيا وأوروبا
- البطنج الشبكي (باللاتينية: Stachys recta) في تركيا وأوروبا
- البطنج الصربي (باللاتينية: Stachys serbica) في البلقان
- البطنج الفراتي (باللاتينية: Stachys iberica subsp. stenostachya) في تركيا وأوكرانيا
- البطنج الكورسيكي (باللاتينية: Stachys corsica)
- البطنج المنتفخ (باللاتينية: Stachys inflata) في تركيا والقوقاز
- البطنج اليوناني (باللاتينية: Stachys graeca) في اليونان
- بطنج المناقع